# Julia Hansen
Julia Petronella Hansen, född 4 mars 1992 i Nyköping, är en svensk serieskapare och konstnär. Hon debuterade 2015 med serieromanen Det växer på Kolik förlag. Under 2017 släpptes hennes andra serieroman I paradisets källare på Rabén & Sjögren. Hon har även medverkat i ett flertal antologier, bland annat Kvinnor ritar bara serier om mens och Det grymma svärdet. Hon är medlem i det feministiska serietecknarkollektivet Dotterbolaget.

## Biografi
Julia Hansen är uppvuxen i Nyköping och är verksam i Malmö. Hon studerade på Serieskolan i Malmö 2013–2014. Under 2016 tilldelades hon Malmö Stads stipendium för konstnärlig utveckling och 2017 mottog hon ettårigt arbetsstipendium från Författarfonden. Hon jobbar även som personlig assistent vid sidan av tecknandet.

### Serieromaner
Debuten Det växer är en självbiografisk serieroman och handlar om Julia Hansens två aborter som hon genomgick under en halvårsperiod. Hon ville bryta tabut kring abort som hon menar finns "för att det är något som händer med kvinnokroppen och som inte är så vackert". Serieromanen fick stor uppmärksamhet och genomslag i debatter om abort. Boken fokuserar även på andra teman och har beskrivits som "ett tidsdokument: över den timanställda, bostadslösa och fattiga generationen. En generation som inte kan överväga barn över huvud taget, trots tidigare generationers kamp för föräldrapenning och dagis."
I paradisets källare handlar om när Julia Hansen gick på teaterskola för barn där läraren utnyttjar sin makt i en stängd värld. Serieromanen är liksom debuten självbiografisk.

## Publikationer i urval
- 2013 – Tago v.1, Kartago Förlag
- 2013 – Välfärdsdrömmar, Vulkan
- 2014 – Det händer nu, Feministiskt initiativ
- 2014 – Ottar #3
- 2014 – Det grymma svärdet #20, Lystring
- 2014 – Kvinnor ritar bara serier om mens, Kartago Förlag
- 2015 – Det grymma svärdet #23, Lystring
- 2015 – Føniks #2, Feministisk Forum
- 2016 – Det grymma svärdet #24, Lystring
- 2016 – Det grymma svärdet #25, Lystring